# 布賴爾查普爾 (北卡羅萊納州)
布賴爾查普爾（英語：Briar Chapel）是位於美國北卡羅萊納州查塔姆縣的普查規定居民點。

## 人口
根據2020年美國人口普查的數據，布賴爾查普爾的面積為5.41平方千米，皆為陸地。當地共有人口5108人，而人口密度為每平方千米944.18人。